# دلگو
دلگو (به انگلیسی: Delgo) انیمیشنی محصول سال ۲۰۰۸ و به کارگردانی مارک اف آدلر، جیسون مائورر است. در این فیلم بازیگرانی همچون فردی پرینز، جنیفر لاو هیویت، آن بنکرافت، کریس کاتان، مایکل کلارک دانکن، لوئیس گوست جونیور، اریک آیدل، وال کیلمر، مالکوم مک‌داول، برت رینولدز و کلی ریپا ایفای نقش کرده‌اند.